# Кемп-Пенделтон-Норт (Каліфорнія)
Кемп-Пенделтон-Норт (англ. Camp Pendleton North) — переписна місцевість (CDP) в США, в окрузі Сан-Дієго штату Каліфорнія. Населення — 9683 особи (2020).

## Географія
Кемп-Пенделтон-Норт розташований за координатами 33°19′10″ пн. ш. 117°19′10″ зх. д. / 33.31944° пн. ш. 117.31944° зх. д. (33.319407, -117.319418).  За даними Бюро перепису населення США в 2010 році переписна місцевість мала площу 23,46 км², з яких 22,93 км² — суходіл та 0,53 км² — водойми.

## Демографія
Згідно з переписом 2010 року, у переписній місцевості мешкало 5200 осіб у 1069 домогосподарствах у складі 1038 родин. Густота населення становила 222 особи/км².  Було 1259 помешкань (54/км²).
Расовий склад населення:
| - 71,7 % — білих - 9,6 % — чорних або афроамериканців - 2,9 % — азіатів - 1,6 % — корінних американців - 1,5 % — вихідців з тихоокеанських островів - 5,9 % — осіб інших рас |

До двох чи більше рас належало 6,7 %. Частка іспаномовних становила 22,3 % від усіх жителів.
За віковим діапазоном населення розподілялося таким чином: 28,9 % — особи молодші 18 років, 70,9 % — особи у віці 18—64 років, 0,2 % — особи у віці 65 років та старші. Медіана віку мешканця становила 21,3 року. На 100 осіб жіночої статі у переписній місцевості припадало 177,6 чоловіків;  на 100 жінок у віці від 18 років та старших — 218,2 чоловіків також старших 18 років.
Середній дохід на одне домашнє господарство  становив 49 941 долар США (медіана — 39 714), а середній дохід на одну сім'ю — 49 941 долар (медіана — 39 714). Медіана доходів становила 24 950 доларів для чоловіків та 24 688 доларів для жінок. За межею бідності перебувало 10,8 % осіб, у тому числі 14,2 % дітей у віці до 18 років та 0,0 % осіб у віці 65 років та старших.
Цивільне працевлаштоване населення становило 534 особи. Основні галузі зайнятості: освіта, охорона здоров'я та соціальна допомога — 38,4 %, публічна адміністрація — 21,3 %, виробництво — 17,0 %.